# منارة في نهاية العالم (رواية)
منارة في نهاية العالم (بالفرنسية: Le Phare du bout du monde)، (بالإنجليزية: The Lighthouse at the End of the World) رواية مغامرة من تأليف الروائي جول فيرن صدرت عام 1905.